# ألفرد بيتس
ألفرد بيتس هو سياسي بريطاني، ولد في 8 يونيو 1944، وتوفي في 17 ديسمبر 2013. نشط حزبياً في حزب العمال. في الانتخابات العامة في المملكة المتحدة فبراير 1974 ‏، انتخب عضو البرلمان السادس والأربعون للمملكة المتحدة ‏ عن دائرة Bebington and Ellesmere Port (UK Parliament constituency) ‏ وقد انضم خلال فترته النيابية ‏ (28 فبراير 1974 – 20 سبتمبر 1974) للكتلة البرلمانية حزب العمال وفي الانتخابات العامة في المملكة المتحدة أكتوبر 1974 ‏، انتخب عضو البرلمان السابع والأربعون للمملكة المتحدة ‏ عن دائرة Bebington and Ellesmere Port (UK Parliament constituency) ‏ وقد انضم خلال فترته النيابية ‏ (10 أكتوبر 1974 – 7 أبريل 1979) للكتلة البرلمانية حزب العمال.